# Заречье (Пригорьевское сельское поселение)
Заречье — деревня в Рославльском районе Смоленской области России. Входит в состав Пригорьевского сельского поселения. Население — 39 жителей (2007 год). 
Расположена в южной части области в 21 км к юго-востоку от Рославля, в 1,5 км северо-восточнее автодороги А141 Орёл — Витебск, на берегу реки Вороница. В 2 км северо-восточнее деревни расположена железнодорожная станция Пригорье на линии Рославль — Брянск. 

## История
В годы Великой Отечественной войны деревня была оккупирована гитлеровскими войсками в августе 1941 года, освобождена в сентябре 1943 года.